# Billy Drago
Billy Drago, właśc. William Eugene Burrows (ur. 30 listopada 1945 w Hugoton, zm. 24 czerwca 2019 w Los Angeles) – amerykański aktor i producent filmowy i telewizyjny, a także piosenkarz muzyki country, model i kaskader. Miał korzenie romskie ze strony matki i indiańskie Chiricahua ze strony ojca. Stał się prawdopodobnie najbardziej znany z roli Franka Nitti w filmie Briana De Palmy Nietykalni (The Untouchables, 1987).

## Życiorys

### Wczesne lata
Urodził się w Hugoton w Kansas jako syn Gladys Marie (z domu Wilcox; 1918–1990) i Williama Franklina Burrowsa Juniora. Jego rodzina miała pochodzenie angielskie, czeskie i irlandzkie; jego rodowód ze strony matki był pochodzenia romskiego, a rodowód ze strony ojca to rdzenni Amerykanie. Swój pseudonim artystyczny przyjął od nazwiska panieńskiego babki, by ludzie nie mylili go ze słynnym autorem powieści Nagi lunch Williamem S. Burroughsem.
Po ukończeniu szkoły średniej, pracował jako kaskader przy western parku Boot Hill w Dodge City w stanie Kansas. Następnie uczęszczał na Uniwersytet Kansas w Lawrence. Podjął pracę jako DJ w rozgłośni radiowej w Winfield i Falfurias w Teksasie. Występował wraz z trupą aktorską w Kanadzie, a później przeniósł się do Nowego Jorku.

### Kariera
Swoją ekranową przygodę rozpoczął w wieku trzydziestu lat od występu w dramacie telewizyjnym CBS Żadna inna miłość (No Other Love, 1979) z Robertem Loggią i serialu-westernie CBS Rodzina Chisholmów (The Chisholms, 1979) jako Teetontah. Dwa lata potem zadebiutował niewielką rolą Kruka Wywiadowcy na dużym ekranie w westernie Opowieść skrzydlatego wiatru (Windwalker, 1980) u boku Trevora Howarda i Jamesa Remara, a niedługo potem pojawił się jako śmieciarz w dramacie kryminalnym Sposób Cuttera (Cutter's Way, 1981) z główną rolą Jeffa Bridgesa i Johna Hearda.
Powrócił jednak na szklany ekran w licznych serialach, w tym w medycznym CBS Klinika w Teksasie (Cutter to Houston, 1983). W nominowanym do Złotej Palmy w Cannes westernie Clinta Eastwooda Niesamowity jeździec (Pale Rider, 1985) wystąpił jako zastępca Mather. Można go było też dostrzec w filmie Wamp (Vamp, 1986) z Grace Jones.
Drago stał się najbardziej znany szerszej publiczności z roli Franka Nitti, śliskiego typa w białym garniturze, złośliwego zwolennika i prawej ręki gangstera włoskiego pochodzenia Ala Capone w filmie Briana De Palmy Nietykalni (The Untouchables, 1987). Grywał w produkcjach klasy B, m.in. z Chuckiem Norrisem – Bohater i Strach (Hero and the Terror, 1988) i Oddział Delta 2 (Delta Force 2: Operation Stranglehold, 1990).
Wystąpił w teledysku zespołu Mike and the Mechanics „Silent Running (On Dangerous Ground)” (1985) i wideoklipie Michaela Jacksona „You Rock My World” (2001).

## Życie prywatne
Jego syn Darren Eugene (ur. 12 września 1966) został także aktorem. W 1980 poślubił trenerkę aktorstwa scenicznego Silvanę Gallardo, która okazjonalnie grywała w serialach telewizyjnych: Dni naszego życia, Starsky i Hutch, Kojak, Lou Grant, Quincy M.E., Posterunek przy Hill Street, Cagney i Lacey, Falcon Crest, Trapper John M.D., Złotka, Knots Landing, MacGyver, Prawnicy z Miasta Aniołów, Babilon 5, Ostry dyżur, Nowojorscy gliniarze i Powrót do Providence, a także pojawiała się w filmach: Opowieść skrzydlatego wiatru (1980) u boku męża, Życzenie śmierci 2 (Death Wish II, 1982) z Charlesem Bronsonem w roli zgwałconej pokojówki, Nienasycony (Calendar Girl Murders/Insatiable, ABC 1984) z Tomem Skerrittem i Sharon Stone oraz Milczące serce (Silence of the Heart, CBS 1984) z Chadem Lowe i Charliem Sheenem. 2 stycznia 2012 zmarła w wieku 58 lat.
Billy Drago zmarł 24 czerwca 2019 w Los Angeles w wieku 73 lat. Przyczyną śmierci były komplikacje po wylewie.

## Filmografia

### Filmy
- 1980: Opowieść skrzydlatego wiatru (Windwalker) jako Kruk Wywiadowca
- 1985: Niesamowity jeździec (Pale Rider) jako zastępca Mather
- 1986: Wamp (Vamp) jako Snow
- 1987: Nietykalni (The Untouchables) jako Frank Nitti
- 1988: Bohater i Strach (Hero and the Terror) jako doktor Highwater
- 1990: Oddział Delta 2 (Delta Force 2: Operation Stranglehold) jako Ramon Cota
- 1993: Cyborg 2: Szklany cień (Cyborg 2) jako Danny Bench
- 1993: Komandosi śmierci (Deadly Heroes) jako Jose Maria Carlos
- 1996: Czas wściekłych psów (Mad Dog Time) jako Wells
- 2004: Wstrząsy 4: Początek legendy (Tremors 4: The Legend Begins) jako Black Hand Kelly
- 2004: Zły dotyk (Mysterious Skin) jako Zeke
- 2005: Skarb mumii (Seven Mummies) jako Drake
- 2005: Łowca demonów (Demon Hunter) jako Asmodeus
- 2006: Wzgórza mają oczy (The Hills Have Eyes) jako Jupiter
- 2011: Dzieci kukurydzy VIII: Geneza (Children of the Corn: Genesis) jako Cole/Kaznodzieja
- 2011: Goły narzeczony (Balls to the Wall) jako Belthagor
- 2013: Night of the Templar jako Shauna Szef kuchni
- 2014: Upadek legendy (Low Down) jako Lew

### Filmy TV
- 1982: Johnny Belinda jako Cutter
- 1987: W samoobronie (In Self Defense) jako Edward Reeves
- 1997: Zasadzka na Diabelskiej Wyspie (Assault on Devil’s Island) jako Gallindo
- 2008: Jadowity wróg (Copperhead) jako Jesse Evans

### Seriale TV
- 1983: T.J. Hooker jako Carl Malick
- 1983: Klinika w Teksasie (Cutter to Houston)
- 1985: Na wariackich papierach (Moonlighting) jako Gangster
- 1986: T.J. Hooker jako Angelo Dupree
- 1986: Posterunek przy Hill Street (Hill Street Blues) jako Leo
- 1986: Północ-Południe (North and South, Book II) jako Rat
- 1993: Przygody Brisco County Juniora (The Adventures of Brisco County Jr.) jako John Bly
- 1995: Strażnik Teksasu (Walker, Texas Ranger) jako Biegnący Wilk
- 1999: Nash Bridges jako Lou Grissom
- 1999, 2002, 2004: Czarodziejki (Charmed) jako Barbas
- 2000: Z Archiwum X (The X Files) jako Orel Peattie
- 2006: Mistrzowie horroru (Masters of Horror) jako Christopher
- 2008: Nie z tego świata (Supernatural) jako doktor Benton